# Método Kjeldahl

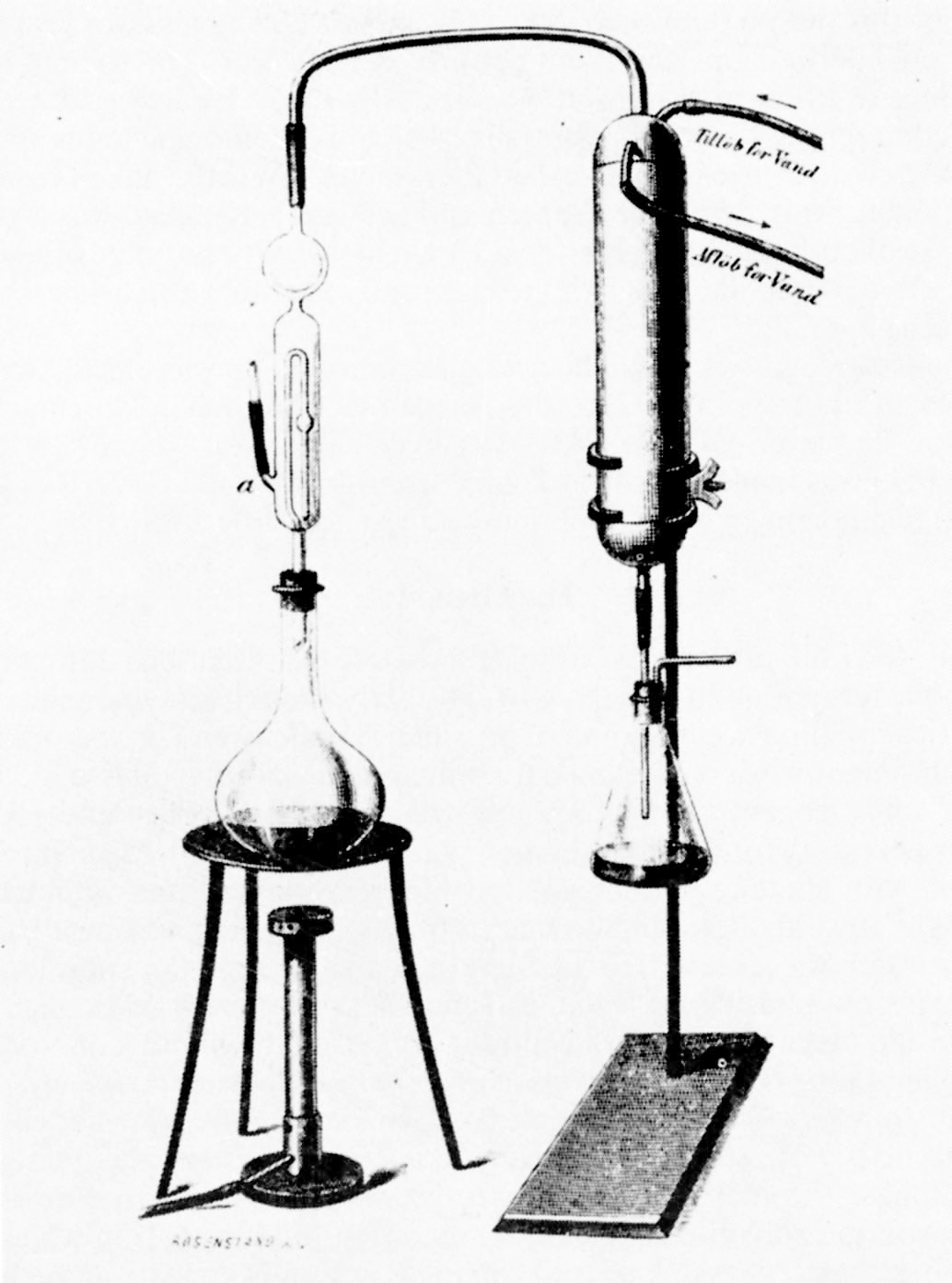
Aparato original utilizado para la destilación del amoniaco obtenido por el método Kjeldahl

El método Kjeldahl es un procedimiento de análisis químico para la determinación cuantitativa de nitrógeno orgánico y que se utiliza habitualmente para estimar el contenido de proteínas de los alimentos. Este método o algunas de sus modificaciones y variantes se usa como método de referencia en análisis de alimentos y en materiales biológicos, ya que se trata de un método sencillo que no requiere equipo especial a la vez de que es fácilmente adaptable a los análisis rutinarios de un gran número de muestras. El método de Kjeldahl debe su nombre al  químico danés Johan Kjeldahl, quien primero lo describió en 1883. El método lo desarrolló, cuando trabajaba en el laboratorio Carlsberg, para determinar el contenido de proteínas en varios granos utilizados en la elaboración de cerveza. En el análisis general de sustancias nitrogenadas,  el parámetro "nitrógeno Kjeldahl" se utiliza para describir la suma del nitrógeno orgánico y el nitrógeno amoniacal presentes en una muestra.Es el método oficial, descrito en múltiples normativas: AOAC, USEPA, ISO, DIN, Farmacopeas y distintas Directivas Comunitarias. 

## Etapas del método
La determinación del nitrógeno orgánico por el método de Kjeldahl consta de tres etapas. En una primera etapa,  la muestra es descompuesta en ácido sulfúrico caliente y concentrado para mineralizar la materia orgánica y convertir el nitrógeno que forma parte de proteínas o ácidos nucleicos, en ion amonio. En la segunda etapa, cuando toda la materia orgánica ha sido descompuesta, la disolución resultante es enfriada, diluida y se hace básica, un proceso que convierte los iones amonio en amoniaco que debe ser destilado evitando cualquier perdida de esta sustancia volátil, por lo que se recoge en una disolución ácida. En la tercera etapa, una vez que el amoniaco ha sido destilado en su totalidad, la disolución resultante se valora para establecer la cantidad de amoniaco. La equivalencia es de un mol de nitrógeno por cada mol de amoniaco encontrado en el destilado, lo que permite conocer el porcentaje de nitrógeno en la muestra original.

### Digestión

Digestión Kjeldahl

Es la primera etapa del proceso y recibe este nombre por que el proceso es similar al que se produce durante el proceso digestivo de los alimentos. Para esta digestión en el laboratorio se utiliza ácido sulfúrico concentrado que es necesario elevar a altas temperaturas, por lo que, generalmente, se añade sulfato de potasio. Además, se añaden catalizadores que facilitan el proceso de digestión. Como catalizadores se utilizan compuestos de mercurio, cobre o selenio. 
Aunque no se conoce con detalle el mecanismo de la digestión, son evidentes algunas de las reacciones que tienen lugar. El carbono orgánico y el hidrógeno forman dióxido de carbono y agua. En este proceso la materia orgánica se carboniza dando lugar a la formación de una espuma negra. Durante la digestión, la espuma se descompone y finalmente se convierte en un líquido claro que indica que la reacción química ha terminado. Las proteínas se hidrolizan convirtiéndose en aminoácidos o en aminas, las cuales terminan como derivados del amonio.
Error al representar (error de sintaxis): {\displaystyle \ce{C, H, N-(proteína) + H2SO4   ->[400{ºC}] (NH4)2SO4 + CO2  +  H2O  }}

Este proceso de digestión convierte  de forma cuantitativa, a los compuestos nitrogenados derivados de aminas y amidas (aminoácidos de las proteínas) en amonio. En cambio, los compuestos con grupos nitro, azo y azoxi son propensos a pasar al estado elemental o a sus diversos óxidos, sin  convertirse en ion amonio, lo que implica que este nitrógeno no es contabilizado en la etapa de valoración. Esta pérdida puede evitarse o minimizarse pretratando la muestra con un agente reductor para formar amidas o aminas. Esta etapa, frecuentemente el que más tiempo consume en una determinación de Kjeldahl. Algunas muestras pueden requerir periodos de calentamiento superiores a una o dos horas.

Una vez la digestión ha finalizado, se deja enfriar la muestra a temperatura ambiente, se diluye con agua y se trasvasa a la unidad de destilación.

Destilación en el método Kjeldahl

### Destilación
Durante el proceso de destilación los iones amonio (NH4+) se convierten en amoniaco (NH3 ) mediante la adición de un álcali (NaOH). El amoníaco (NH3) se separa de la disolución de muestra digerida, mediante destilación por arrastre de vapor, o alternativamente, mediante destilación simple empleando un dispositivo de adición de la disolución de hidróxido de sodio de forma segura y una trampa de rocío en la boca del matraz de destilación, antes de la conexión con el condensador. 
{\displaystyle {\ce {(NH4)2SO4(aq) + 2NaOH(aq) <=> 2NH3(g) + 2H2O}}}
Dada la volatilidad del amoniaco (es un gas), para evitar pérdidas, la salida del condensador se sumerge en el matraz receptor del destilado, que contiene una disolución ácida, con la que reacciona inmediatamente, formando nuevamente ion amonio (NH4+) , no volátil, con lo que queda absorbido en la disolución ácida. La absorción del amoníaco (NH3) puede hacerse en ácido fuerte en exceso y de concentración conocida, o bien, en ácido bórico en exceso no medido.

### Valoración
En la etapa final, es necesario determinar  la cantidad de ácido neutralizado por el amoníaco disuelto, lo que, indirectamente indica la cantidad de nitrógeno presente en la muestra inicial. Dependiendo de que el amoniaco se haya recogido sobre ácido fuerte o débil, la concentración de los iones amonio capturados puede determinarse por medio de dos tipos de valoración: 
- Valoración por retroceso. Se utiliza cuando el amoniaco destilado se ha recogido en disolución de ácido ácido fuerte. Generalmente se utiliza el ácido sulfúrico o el ácido clorhídrico en disolución de concentración conocida, que deberá estar en exceso. Parte de este ácido quedará sin neutralizar por el amoniaco. La parte no neutralizada se valora con una solución estandarizada de hidróxido de sodio. Puesto que se parte de una cantidad de ácido conocida, la cantidad de amoniaco se calcula por diferencia. Aunque en la valoración interviene un ácido fuerte y una base fuerte, la disolución en le punto final no es neutra, pues contiene iones amonio, NH4+, que al tener reacción ácida débil, hace que el pH sea ligeramente ácido. Es por ello que en esta valoración se utiliza como indicador rojo de metilo o verde de bromocresol o cualquier otro indicador cuyo intervalo de viraje este comprendido entre pH 4 y 6 aproximadamente.[8]

{\displaystyle {\ce {HCl (exceso) + NaOH + NH4+ -> NaCl + H2O + NH4+}}}
Si se utilizara un indicador con intervalo de viraje básico, como la fenolftaleína o el rojo de cresol, se cometería un importante error de valoración, ya que el cambio de color del indicador se produciría cuando parte del NH4+ ya se hubiera neutralizado por el NaOH añadido.
- Valoración directa. La valoración directa es una modificación introducida posteriormente y en ella se utiliza el ácido bórico como absorbente. En este caso no es necesario conocer la concentración exacta del ácido, solo asegurarse de que hay suficiente exceso. Para ello el destilado se recoge sobre ácido bórico de concentración entre 2-4%. El amoniaco desprendido reacciona con dicho ácido:

{\displaystyle {\ce {NH3 + HBO2 -> NH4+ + BO2-}}}
Puesto que el borato formado es una base conjugada de un ácido débil, puede valorarse utilizando un ácido fuerte de concentración conocida, como por ejemplo ácido sulfúrico o ácido clorhídrico.
{\displaystyle {\ce {BO2- + H3O+ -> HBO2 + H2O}}}
Los indicadores más utilizados para esta valoración son el verde de bromocresol y el rojo de metilo. Si  se  utiliza  este  último  indicador  mezclado  con  azul  de  metileno (indicador  Shiro-Tashiro) se obtienen virajes  muy  netos, ya que pasa del verde inicial,  que originan el amarillo junto con el azul, al violeta final, suma del rojo y el azul. Los moles de ácido consumido en la valoración equivalen a igual número de moles de amoniaco obtenido y, por consiguiente, a los moles de nitrógeno en la muestra tomada.

## Aplicaciones

Fórmula estructural de la melamina

La determinación del nitrógeno Kjeldahl se realiza en alimentos y bebidas, carne, piensos, cereales y forrajes para el cálculo del contenido en proteína. También se utiliza el método Kjeldahl para la determinación de nitrógeno en aguas residuales, suelos, fertilizantes y otros materiales.
La universalidad, precisión y reproducibilidad del método Kjeldahl  han convertido este método, o alguna de sus modificaciones,  en el método internacionalmente reconocido para estimar el contenido de proteínas en los alimentos y es el método de referencia con el que se comparan todos los demás métodos. Dado que la mayoría de las proteínas contienen aproximadamente el mismo porcentaje de nitrógeno, la multiplicación de este porcentaje por un factor adecuado (6.25 para carne, 6.38 para productos lácteos y 5.70 para cereales) proporciona el porcentaje de proteína en una muestra. Sin embargo, hay que ternar en cuenta que el método Kjeldahl mide el nitrógeno no proteico además del nitrógeno presente en las proteínas, lo que ha dado lugar a algunos intentos de adulteración de alimentos, como el escándalo de la leche en polvo china de 2008, en el que se añadió melamina, una sustancia química rica en nitrógeno, a las materias primas para simular un alto contenido de proteínas.

### Nitrógeno total Kjeldahl
Debido a que por el método de Kjeldahl solo es posible determinar parte del nitrógeno presente en las muestras, se utiliza el parámetro nitrógeno total Kjeldahl para indicar que el contenido del nitrógeno del análisis se refiere a la suma del nitrógeno ligado a sustancias orgánicas, el nitrógeno amoniacal y  el nitrógeno presente en las sales de amonio. Este parámetro se utiliza principalmente en el análisis químico del suelo, el agua o las aguas residuales (por ejemplo, los efluentes de las plantas de tratamiento de aguas residuales). En la actualidad, el TKN es un parámetro obligatorio para la presentación de informes reglamentarios en muchas plantas de tratamiento y como medio de seguimiento de las operaciones de la planta.

### Factores de conversión
El nitrógeno total Kjeldahl se utiliza a menudo como sustituto del contenido de proteínas en las muestras de alimentos. La conversión del nitrógeno total Kjeldahl en contenido de proteína depende del origen de la  proteína presente en la muestra y de qué fracción de la proteína está compuesta de aminoácidos nitrogenados, como la arginina y la histidina. Sin embargo, el rango de factores de conversión es relativamente estrecho. Los factores de conversión, conocidos como factores N, para los alimentos varían de 6,38 para los productos lácteos y 6,25 para la carne, los huevos, el maíz y el sorgo, hasta 5,83 para la mayoría de los cereales; 5,95 para el arroz, 5,70 para la harina de trigo y 5,46 para los cacahuetes.
| Origen animal | Factor | Cereales             | Factor | Frijoles y cacahuetes | Factor |
| ------------- | ------ | -------------------- | ------ | --------------------- | ------ |
| Huevos        | 6.25   | Cebada               | 5.83   | Semilla de ricino     | 5.30   |
| Carne         | 6.25   | Maiz                 | 6.25   | Judía de canavalia    | 6.25   |
| Leche         | 6.38   | Mijo                 | 5.83   | Judía de Madagascar   | 6.25   |
|               |        | Avena                | 5.83   | Judía común           | 6.25   |
|               |        | Arroz                | 5.95   | Soja verde            | 6.25   |
|               |        | Centeno              | 5.83   | Haba de soja          | 5.71   |
|               |        | Sorgo                | 6.25   | Frijol terciopelo     | 6.25   |
|               |        | Trigo (grano entero) | 5.83   | Cacahuete             | 5.46   |
|               |        | Trigo (salvado)      | 6.31   |                       |        |
|               |        | Trigo (endospermo)   | 5.70   |                       |        |